# Adorazione dei Magi (Correggio)

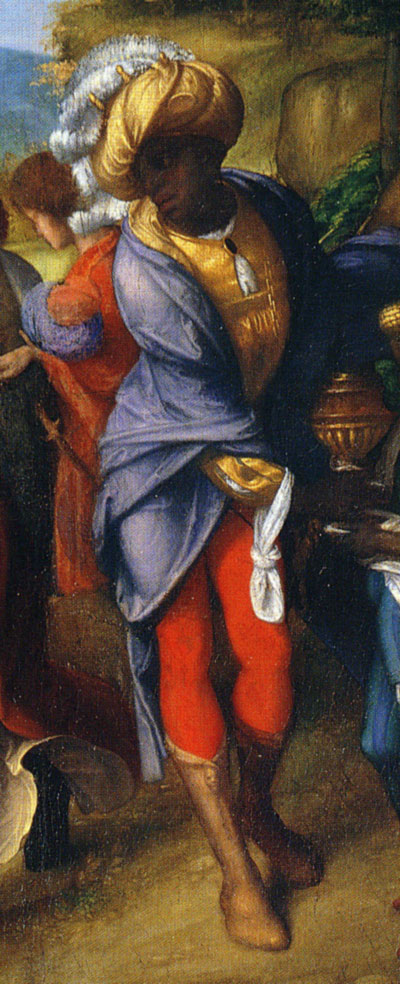
Dettaglio

La Adorazione dei Magi è un dipinto a olio su tela (84x108 cm) di Correggio, databile al 1515-1518 circa e conservato nella Pinacoteca di Brera di Milano.

## Storia
Il dipinto arrivò a Brera nel 1895 con attribuzione allo Scarsellino e proveniva dalla collezione del cardinale Cesare Monti, che nel 1650 era passata all'Arcidiocesi di Milano. Il primo a riferirlo a Correggio fu Berenson alla fine dell'Ottocento, seguito poi dal resto della critica, con una datazione alla fase giovanile. Fu forse il particolare “dossesco” del lanzichenecco seduto al centro, sulle scale, ad aver depistato in direzione ferrarese i redattori dell'inventario Monti del 1638.
Non si sa se l'opera appartenesse già alla quadreria che Cesare Monti aveva costituito a Roma prima del suo ingresso trionfale a Milano nel 1635, ma è che dal 1638 in poi restò a Milano ed era registrata, con dovizia di particolari, nell’Instrumentum a stampa del 1650 dove sono elencati i quadri donati dall'arcivescovo ai suoi successori. L'arcivescovo doveva nutrire un particolare interesse per il Correggio se nella sua collezione si trovavano ben quattro copie di sue opere (una dell'Orazione nell'orto eseguita da Fede Galizia, due copie risepettivamente del Martirio dei quattro santi e del Compianto della Cappella Del Bono e una copia della figura di Maddalena dolente decontestualizzata dallo stesso Compianto) che contribuirono ad accrescere il clima filocorreggesco che già si respirava nella Milano primo seicentesca.
In particolare l’Adorazione dei Magi ispirò un bassorilievo di stesso soggetto eseguito dal Volpino, nel 1675, per la Certosa di Pavia.

## Descrizione e stile
La scena è volutamente asimmetrica, ma bilanciata con cura. Sotto un portico con colonne, a sinistra, si trova la Madonna col Bambino in grembo, seduta informalmente sui gradi e davanti a san Giuseppe che sporge dietro una colonna reggendo uno dei regali dei re appena ricevuti. In basso si è già prostrato il primo dei re che, deposta la corona sul turbante bianco a terra, riceve la benedizione dal Cristo. Un altro proviene lungo la diagonale da destra e sta per inginocchiarsi, col proprio dono ancora in mano, mentre il terzo, un africano, sta ancora finendo di prepararsi con l'inserviente, anche se ha già lo sguardo rivolto al "re dei re". In profondità poi si vedono alcuni personaggi del corteo, evitanti uno schema rigido da destra verso sinistra: un cavallo bianco è infatti voltato e in direzione opposta, mentre due soldati lanzichenecchi, con un levriero accucciato ai piedi (citazione del Sant'Eustachio di Dürer), discutono placidamente all'altra estremità della gradinata.
Dietro Maria, su un muretto, si arrampica un'edera, simbolo dell'immortalità dell'anima. Un gruppo di cherubini appare poi in alto, davanti alla colonna che fa da sfondo a Maria. In generale la composizione spicca per originalità grazie al corte quasi ellittico, alla fuga prospettica al centro, tramite i gradini, all'importanza riservata alle estremità a fronte di un centro quasi vuoto. Interessante il paesaggio, venato di notazioni meteorologiche, come il vento che agita le fronde degli alberi.
Il senso per il paesaggio fiabesco, la complessità della composizione e l'artificiosità delle pose di alcuni personaggi ne fanno un esempio di "protomanierismo", ispirato a pittori emiliani dell'epoca come Lorenzo Costa, Dosso Dossi, Ludovico Mazzolino e il Leonbruno. Non deve stupire poi che un'opera come questa esercitasse un certo fascino nel tardo Seicento: non fosse altro per la costruzione dello spazio secondo due distinti cannocchiali prospettici che informa l'immagine di un dinamismo precario valorizzato anche dalle pose fluttuanti dei personaggi e dalla loro disposizione asimmetrica, anticlassica, nella scena. Questi ed altri motivi hanno giustamente suggerito a Longhi di datare l'opera a una fase posteriore alla Madonna di San Francesco, segnatamente fra il 1515 e il 1518.
La lezione di Leonardo appare ancora piuttosto forte ma ormai pienamente personalizzata sia nell'impiego della tecnica dello sfumato (come nel grappolo fumoso di angioletti attorcigliati alla colonna), sia nelle citazioni come la posa dell'elegantissimo re di colore che deriva da prototipi antichi ma forse riletti alla luce della perduta Leda del maestro di Vinci.